# لوري هاينيمان
لوري هاينيمان (بالإنجليزية: Laurie Heineman)‏ هي ممثلة أمريكية، ولدت في 4 أغسطس 1948 في شيكاغو في الولايات المتحدة.

## أعمال

### أفلام
- إنقاذ النمر
- سبوت لايت[4][5]

### مسلسلات
- عالم آخر

## وصلات خارجية
- لوري هاينيمان على موقع IMDb (الإنجليزية)
- لوري هاينيمان على موقع ألو سيني (الفرنسية)
- لوري هاينيمان على موقع أول موفي (الإنجليزية)
- لوري هاينيمان على موقع قاعدة بيانات الأفلام السويدية (السويدية)
- لوري هاينيمان على موقع قاعدة بيانات الفيلم (الإنجليزية)
- لوري هاينيمان على موقع كينوبويسك (الروسية)